# Kunhutina modlitba
Kunhutina modlitba (cz. Modlitwa Kunhuty, incipit Vítaj, Kráľu všemohúcí) – średniowieczny czeski poemat. Utwór zalicza się do nurtu literatury religijnej. Ma charakter adoracji. Jest poświęcony kontemplacji realnej obecności Boga w ofierze mszy świętej. Utwór jest napisany trocheicznym ośmiozgłoskowcem ułożonym w monorymowe strofy czterowersowe. W utworze występują liczne paralelizmy i aliteracje.
Vítaj, slavný Stvořiteľu,

vítaj, milý Spasiteľu,

vítaj, věrný náš přieteľu,

všie dobroty davateľu!